# プラネタリウム (QunQunの曲)
「プラネタリウム」（ぷらねたりうむ）は、QunQunの1stシングル。2011年12月7日にスウォード株式会社から発売された。

## 収録曲
CD
1. プラネタリウム [4:10]
  - 作詞・作曲・編曲：中山稔己・谷下慎侍
2. VIP  [3:28]
  - 作詞・作曲：寿々丸、編曲：寿々丸＆谷下慎侍
3. ギフト [4:08]
  - 作詞・作曲・編曲：中山稔己・谷下慎侍

DVD
1. 特典映像DVD

## QunQunメンバー
- 深谷理紗、大野香澄、井上りな、村山しほり、田中仁美、長濱由紀、吉岡ひかる、井手口真子、江嶋綾恵梨、北川彩、坂本梨紗、未来もも、吉田真野、篠崎綾香、河村ちさと、上村美晴、羽良まりな、若葉みみ、平野輝代、檜美香、桜田優里、田村唯[注 1]、味村唯、内村奈緒、栃原里咲、中村夕貴、松尾奈菜子[注 2]、田畑杏里奈